# Youri Krouppa
Youri Krouppa est un joueur d'échecs et un entraîneur d'échecs soviétique puis ukrainien né le 21 juin 1964, champion d'Ukraine en 1994 et vainqueur de l'open de Cappelle-la-Grande en 1998.
Au 1er décembre 2023, il est le treizième joueur ukrainien avec un classement Elo de 2 586 points.

## Biographie et carrière
Youri Krouppa finit deuxième du championnat de la République soviétique d'Ukraine en 1986 et gagna le championnat d'URSS des républiques soviétiques avec l'équipe d'Ukraine menée par Vassili Ivantchouk la même année (en 1986). Il remporta le tournoi de Kherson en 1990 et la médaille de bronze au championnat d'Ukraine 1990.
Krouppa remporta le championnat d'Ukraine en 1994 avec 8 points sur 9 et un point d'avance sur le deuxième,. 
Avec l'Ukraine, Youri Krouppa participa à l'Olympiade d'échecs de 1994 (il était deuxième remplaçant et marqua 1 point sur 2) et l'Ukraine finit neuvième de la compétition).
Youri Krouppa participa à la Coupe d'Europe des clubs d'échecs de 1993 à 2002, remportant la médaille de bronze par équipe en 1994 avec le club du Novotronika-Donbass Alchevsk (Krouppa marqua 5 points sur 6 au sixième échiquier).
Il obtint le titre de grand maître international en 1995 et gagna le tournoi de Kiev (tournoi mémorial Platonov) la même année (en 1995). 
En 1997, il finit premier ex æquo (huitième au départage) de l'open de Cappelle-la-Grande (la victoire revenant à Vladimir Bourmakine). L'année suivante, il finit deuxième au départage avec 7 points sur 9 de l'open de Cappelle-la-Grande.
En juillet 1999, il fut classé 73e joueur mondial au classement de la FIDE avec un classement Elo de 2 603 points.
En 2000, il remporta (grâce à un meilleur départage) l'open de Cappelle-la-Grande avec 7,5 points sur 9.
Il gagna le tournoi de printemps de Kiev en avril 2000, ex æquo avec Viorel Iordachescu et Vladimir Baklan, puis  le tournoi du festival des nuits blanches à Saint-Pétersbourg en juin-juillet 2000.
En 2001, il finit deuxième ex æquo avec dix autres joueurs de l'open international du Championnat de Paris d'échecs.